# L'Illa Perduda
L'Illa Perduda és un barri de la ciutat de València (País Valencià), pertanyent al districte d'Algirós. Està situat a l'est de la ciutat i limita al nord amb La Carrasca i Beteró, a l'est amb Cabanyal-Canyamelar, al sud amb Aiora i a l'oest amb Ciutat Jardí. Segons el cens de 2020, la seua població és de 8.700 habitants.

## Història
La construcció dels primers blocs de pisos al barri va començar l'any 1957, tot i que la llicència de construcció es va atorgar en 1955. Originalment estaven pensats per intentar solucionar els problemes de barraquisme i assentaments irregulars de la ciutat de València, però amb la riuada de València de 1957 també es van destinar per acollir a damnificats de la riuada.
Els blocs de pisos, situats cap al final de l'avinguda Blasco Ibáñez, llavors anomenada Passeig de València a la Mar, estaven aïllats al bell mig de l'horta d'Algirós, sense connexions i sense equipaments bàsics com ara escoles. El seu topònim prové d'aquest aïllament, situats en una àrea d'horta apartada de la ciutat. La seua construcció va suposar també el començament de la unió dels Poblats Marítims de València amb la resta de la ciutat a través de l'avinguda Blasco Ibáñez.
Els edificis de l'Illa Perduda, inaugurats l'any 1962, van constituir l'inici de la urbanització de l'avinguda Blasco Ibáñez, que continuaria durant les dècades següents. Cap a finals dels anys 80 es van construir noves finques d'habitatges al voltant dels primers blocs de cases. Actualment està situada entre l'avinguda Blasco Ibáñez, el carrer Crevillent i el carrer l'Alguer.
L'any 1989 es va construir el Col·legi Públic Municipal Professor Santiago Grisolia, propietat de l'Ajuntament de València, que va ser el primer equipament educatiu del barri. En l'actualitat compta també amb el Centre Municipal Juvenil d'Algirós, situat al carrer Campoamor i gestionat per l'Ajuntament de València.